# Maia Morgenstern
Maia Emilia Ninel Morgenstern (Bukarest, 1962. május 1.) román színésznő. Legismertebb alakítása Mária, Jézus anyja Mel Gibson A passió című filmjében.

## Élete
Bukaresti zsidó családban született. 1981 és 1985 között a bukaresti színi- és filmakadémián tanult, majd 1988-ig a Piatra Neamț-i Ifjúsági Színházban játszott. Ezt követően a bukaresti Zsidó Színházban lépett fel, majd a Ion Luca Caragiale Nemzeti Színház tagja lett. 1998-tól a Bulandra Színházban is játszik.  Színházi alakításai közül a legjelentősebbek Lola Lola (A kék angyal) illetve Kathleen Hogan (Park Your Car in Harvard Yard).. Filmjei közül a legismertebbek a Balanța, Cel mai iubit dintre pământeni, A passió.
Kétszer kötött házasságot, először Claudiu Istodor színésszel majd Dumitru Băltățeanu orvossal. A kettő között kapcsolata volt Demeter András István színésszel. Három gyermeke van: Tudor Aaron Istodor, Eva Lea Cabiria Morgenstern (Demeter Andrástól) és Ana Isadora Băltățeanu.
2012. júniusban szerepelt egy a Verespatak megmentésére készített klipben.

## Filmek
- Secretul lui Bachus (1984)
- Rămânerea (1990)
- A tölgy (1992) – Nela
- Cel mai iubit dintre pământeni (1993)
- Árulás (1993)
- Nostradamus (1994) – Helene
- A hetedik szoba (1995)
- Odüsszeusz tekintete (1995)
- Witman fiúk (1997)
- A nap embere (1997)
- Kínai védelem (1999)
- Prokrusztész-ágy (2003)
- Bolondok éneke (2003)
- A rózsa énekei (2003)
- A passió (2004)
- Orient Express (2004) – Amalia Frunzetti
- „15” (2005)
- Mansfeld (2006)
- Mar nero (2008)
- Die zweite Frau (2008)
- Az élet viharában (2009)
- Zöld hold (2009)
- Eva (2010) – Maria, mama Evei
- Sânge tânăr, munți și brazi (2010) – Mama
- La fin du silence (2011)
- The Secret of Polichinelle (2013) – Maya
- Domnișoara Christina (2013) – dna Moscu

## Televíziós sorozatok
- Aniela (2009) – Irina anya
- Iubire și Onoare (2010-2011) – Marieta
- Las Fierbinți (2012-2013) – Țața Rapidoaica

## Díjak és kitüntetések

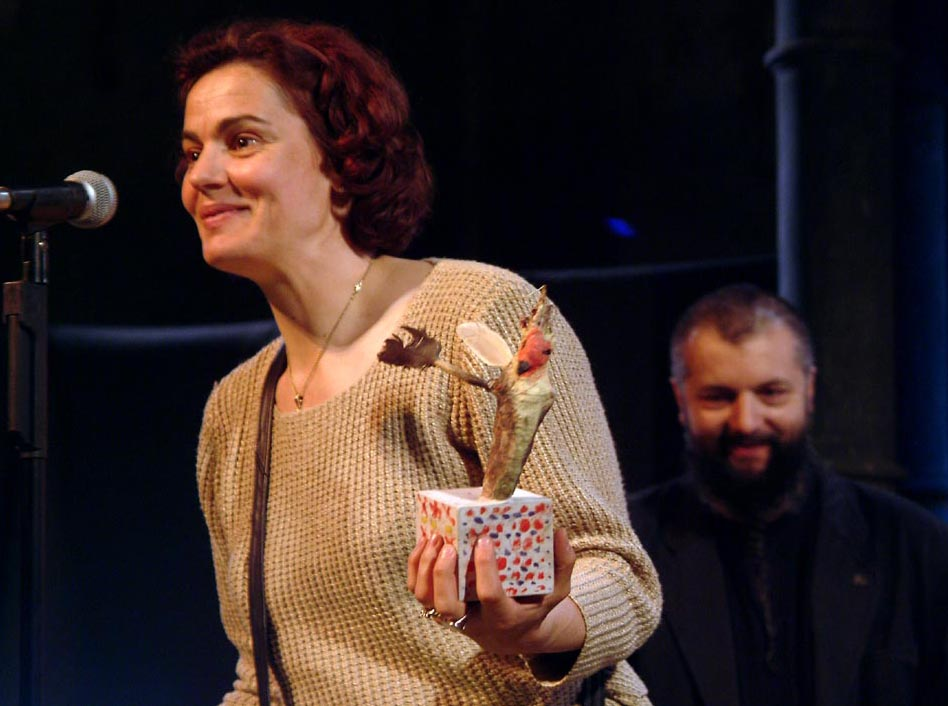
Maia Morgenstern a Párhuzamos Kultúráért díjjal

- legjobb színésznő (1991, Román Filmszövetség)
- Az UNITER (Román Színházi Szövetség) Lucia Sturdza Bulandra díja (1990)[6]
- legjobb európai színésznő (1992)[9]
- legjobb színésznő (1992), Cinéma Tout Ecran (Genfi filmfesztivál)[9]
- legjobb színésznő (1992), Román Filmszövetség[9]
- legjobb színésznő (1993), UNITER[6]
- UNITER-díj (1995)[6]
- legjobb filmszínésznő (2004), Ethnic Multicultural Media Awards[10]
- Párhuzamos Kultúráért díj (2004)[11]
- Chevalier des Arts et des Lettres (2012)[12]

## Fordítás
- Ez a szócikk részben vagy egészben  a   Maia Morgenstern című román Wikipédia-szócikk ezen változatának fordításán alapul.  Az eredeti cikk szerkesztőit annak laptörténete sorolja fel. Ez a jelzés csupán a megfogalmazás eredetét és a szerzői jogokat jelzi, nem szolgál a cikkben szereplő információk forrásmegjelöléseként.
- Ez a szócikk részben vagy egészben  a   Maia Morgenstern című angol Wikipédia-szócikk ezen változatának fordításán alapul.  Az eredeti cikk szerkesztőit annak laptörténete sorolja fel. Ez a jelzés csupán a megfogalmazás eredetét és a szerzői jogokat jelzi, nem szolgál a cikkben szereplő információk forrásmegjelöléseként.